# Blücher (Schuh)
Der Blücher ist ein klassisches Herrenhalbschuh-Grundmodell mit einer offenen Schnürung, wobei die zu verschnürenden Schaftteile seitlich als aufgesetzte Bänder auf den Schaft genäht sind.

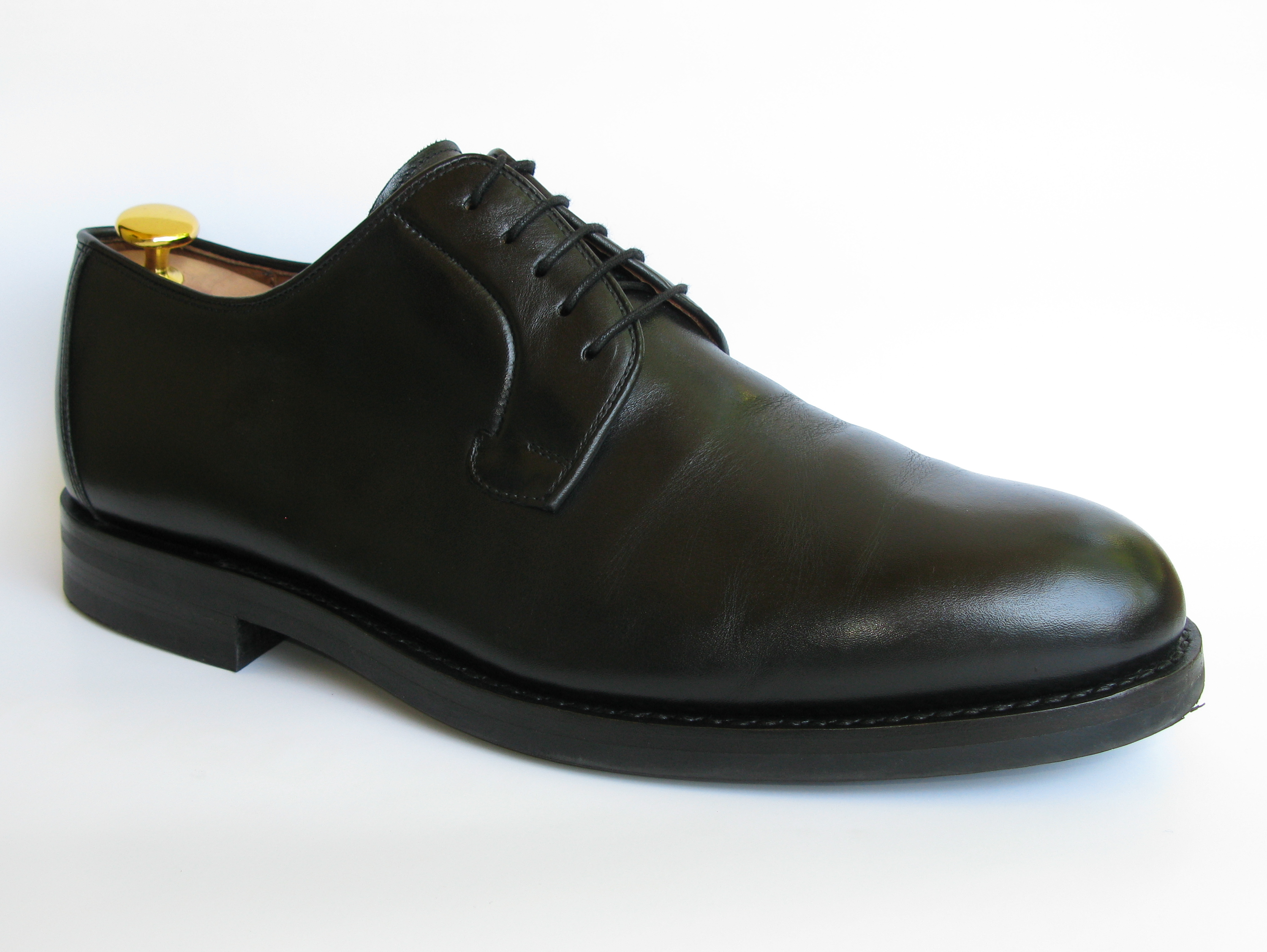
Schwarzer Blücher mit Schaft aus einem Stück Leder gearbeitet (»one cut«)

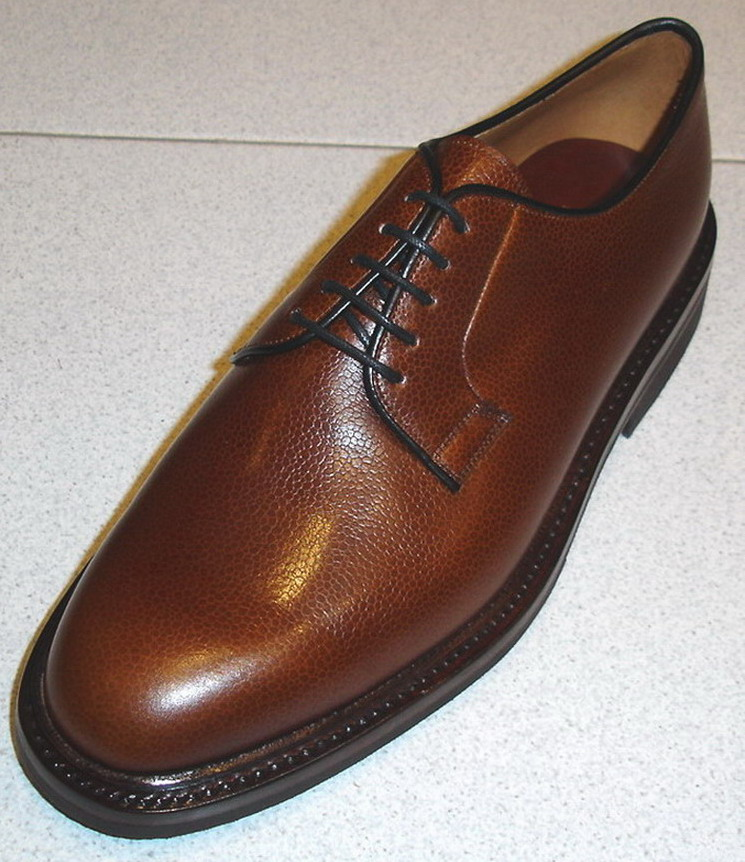
Blücher mit Scotchgrain-Oberleder und Sturmrahmen (Grenson)

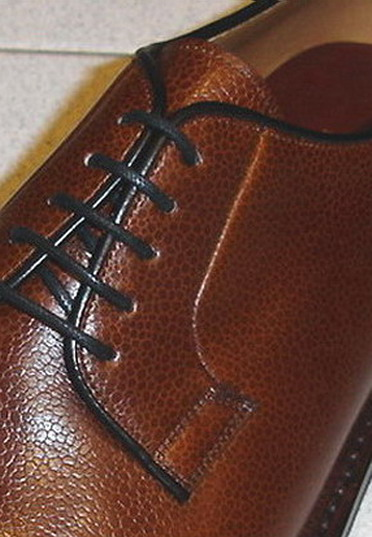
Offene Schnürung und das typisch aufgesetzte Deckband für die Schnürung des Blücher

## Historisches
Die Bezeichnung Blücher geht auf den preußischen Generalfeldmarschall Gebhard Leberecht Fürst Blücher von Wahlstatt (1742–1819) zurück, der seine Soldaten mit diesem Schuhmodell (damals noch als Stiefel) für den Siegeszug gegen Napoleon ausstatten ließ. Die international gebräuchliche Bezeichnung verweist noch auf seine Ursprünge als robuster Armeestiefel.

## Kennzeichen
Der einteilige Schaftgrundschnitt mit den seitlich aufgesetzten Schnürungsteilen (Deckbänder) ist charakteristisch für dieses Schuhmodell. Ursprünglich war der Blücher auch immer ein rahmengenähter Schuh mit einem Stormwelt (Sturmrahmen), um den Schuh besser gegen eindringende Feuchtigkeit zu schützen. Die Schaftteile, die die Schnürung aufnehmen, wurden früher aus dem gleichen Grund (Wetterfestigkeit) bestochen oder auf Stoß genäht; heute werden diese Lederstücke häufig einfach nur aufgenäht.

## Ähnliche Schuhmodelle
Laien verwechseln den Blücher leicht mit dem Derby, weil beide eine so genannte offene Schnürung haben. Allerdings zeigt der Blücherschaftschnitt keine zusätzlichen Quartiere zur Aufnahme der Schnürung und hat folglich auch nicht den für den klassischen Derby typischen Derbybogen, sondern besteht, wenn man von den beiden aufgenähten Schnürungsteilen absieht, nur aus einem einzigen Schaftstück.
Da die Modellbezeichnung Blücher im Original mit einem Umlaut geschrieben wird, und dieser nur in wenigen Sprachen bekannt ist, wird der Blücher international auch Blucher genannt. In den Vereinigten Staaten von Amerika versteht man allerdings oftmals undifferenziert unter einem Blucher  ein Schuhmodell mit offener Schnürung, also sowohl einen Derby wie auch einen Blücher.

## Verwendung
Seinem Ursprung entsprechend gilt der Blücher als eher rustikales Schuhmodell für die Freizeit. Dementsprechend werden die Blücher häufig mit Scotchgrain als Oberleder und mit wetterfesten (Profil-)Gummisohlen angeboten. Der Blücher wird weniger mit Geschäftskleidung kombiniert, sondern eher zur Jeans oder Cordhose getragen.